# Meyers Volksbücher
 Meyers Volksbücher sind eine monografische Reihe mit deutscher und ausländischer Literatur und anderen deutschsprachigen Texten, die von 1886 bis 1916 in Leipzig und Wien im Bibliographischen Institut erschienen.

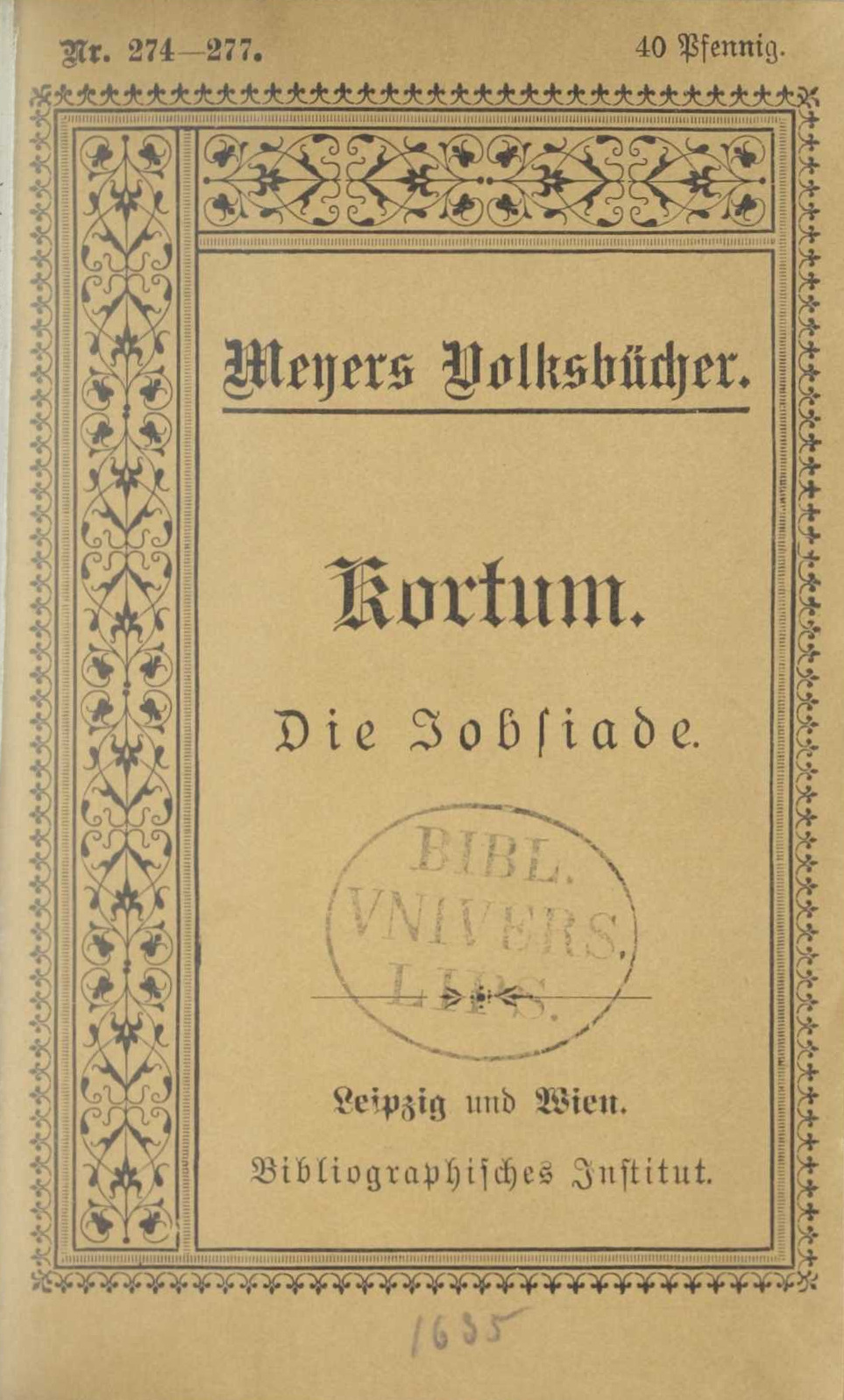
Kortum: Jobsiade (Meyers Volksbücher Nr. 274–277)

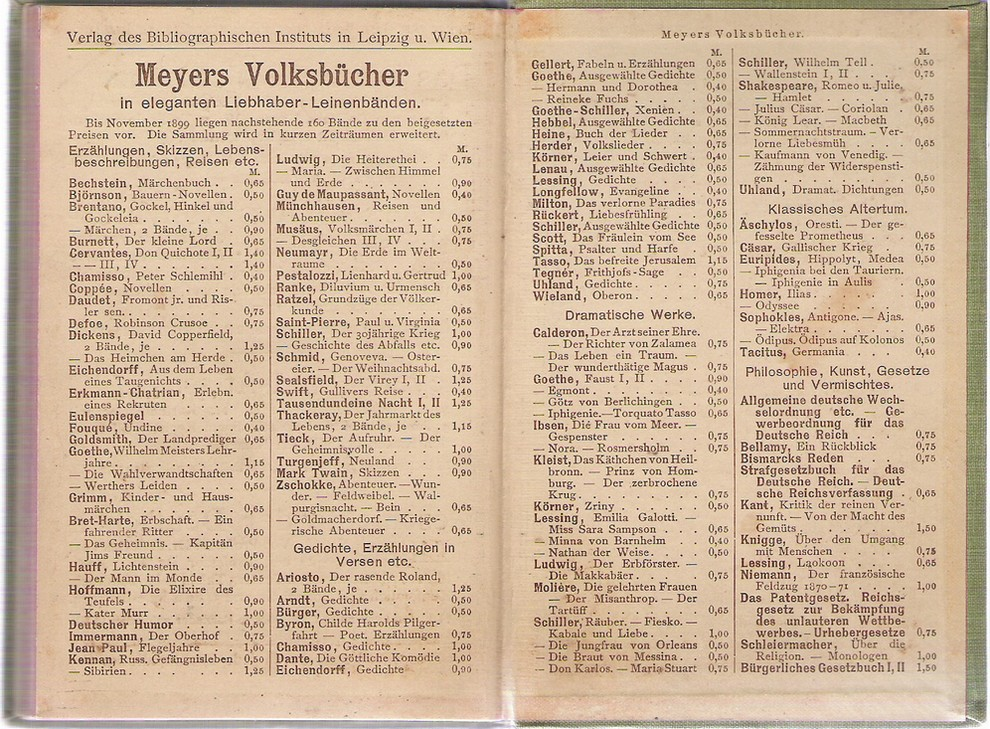
Verzeichnis der Publikationen aus der Reihe

Ihr Erscheinungsdatum ist laut Angaben der Deutschen Nationalbibliothek: „1.1886 - 1749/1750.1916[?]“. Die einzelnen Bändchen der Reihe tragen kein Erscheinungsjahr. Die Bandnummern finden sich auf dem einfachen Heftumschlag, umfangreichere Bände tragen mehrere Nummern (siehe Foto).
Die Reihe enthält viele Werke der klassischen deutschen Literatur (Nr. 1 Lessing: Minna von Barnhelm, 2–3 Goethe: Faust I., 4–5	Schiller: Wilhelm Tell, 6–7 Kleist: Das Käthchen von Heilbronn usw.). Beispiele für ausländische Literatur sind die Nr. 698–699 von Von-Wisin: Der Landjunker oder die Nr. 859 von Maistre: Die Reise um mein Zimmer.
Der Band mit den Nummern 1697–1698 trägt den Titel Der Ausbruch des Weltkrieges 1914/15 in amtlichen Aktenstücken.